# PGC 213939
LEDA/PGC 213939 ist eine Face-On-Galaxie im Sternbild Großer Bär am Nordsternhimmel. Sie ist schätzungsweise 445 Millionen Lichtjahre von der Milchstraße entfernt.

Im selben Himmelsareal befinden sich u. a. die Galaxien NGC 4141, NGC 4149 und NGC 4161.